# Borgartún
Borgartún es una calle en Reikiavik, Islandia, que en los años que llevaron a la crisis financiera de finales de los años 2010 se convirtió en el centro del distrito financiero de la ciudad. Tres de los cuatro mayores bancos tenían su sede en este sector: Arion banki, Íslandsbanki y Straumur.

## Características
La torre Höfðatorg, de diecinueve pisos, que hace parte del desarrollo inmobiliario Höfðatorg, se encuentra en Borgartún. En 2012, el eidifico fue terminado, pero el resto del complejo no. La construcción fue polémica, pues la torre se encuentra en un área residencial con una baja densidad.

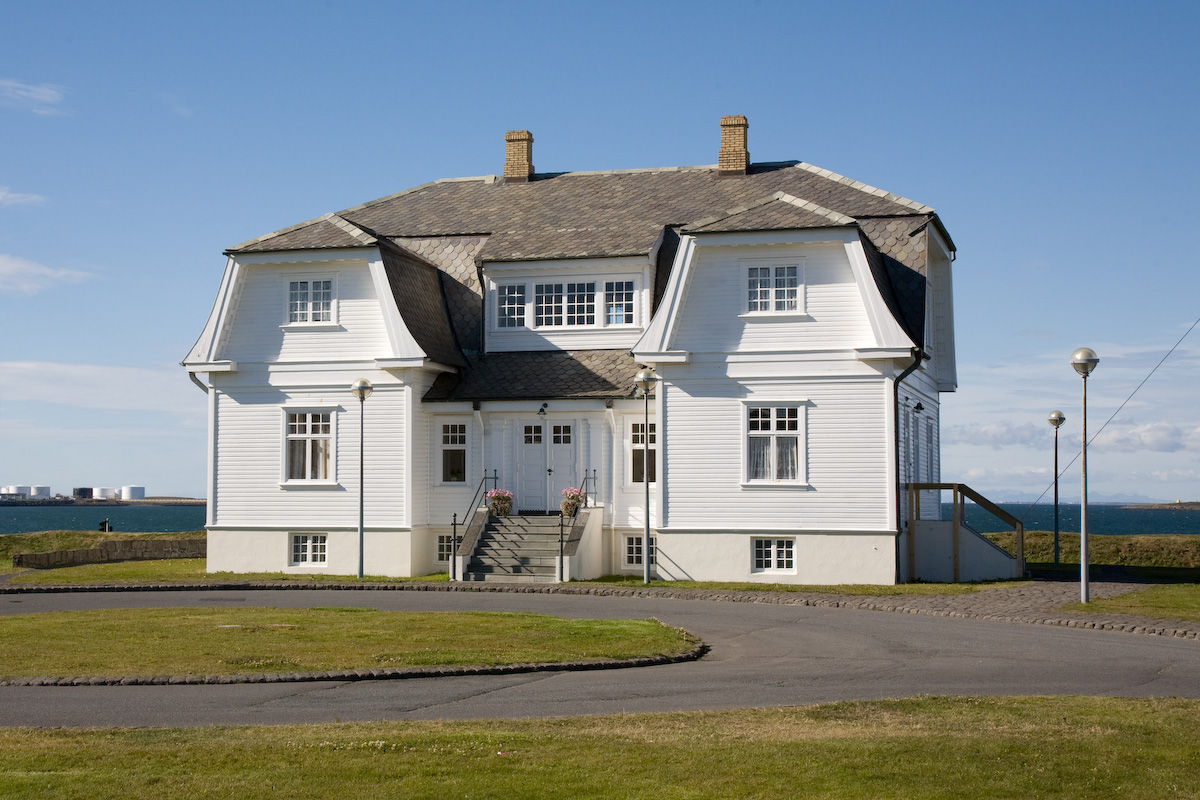
Höfði, construida en 1909, donde se desarrolló la cumbre de Reikiavik.

También en Borgartún está Höfði, una casa construida en 1909 que sirvió al principio como la residencia del cónsul de Francia. Fue la sede de la cumbre de Reikiavik, que en 1986 reunió a Mijaíl Gorbachov y Ronald Reagan, los presidentes de la Unión Soviética y Estados Unidos, las superpotencias de la Guerra Fría. 
En la actualidad sirve para celebrar ceremonias relacionadas con la ciudad de Reikiavik. En el extremo occidental de Borgartún se encuentra un conjunto de oficinas gubernamentales de la ciudad, entre ellas el Registro Nacional de Islandia, Þjóðskrá Íslands.